# Alternanthera caracasana
Alternanthera caracasana är en amarantväxtart som beskrevs av Carl Sigismund Kunth. Alternanthera caracasana ingår i släktet alternanter, och familjen amarantväxter. Inga underarter finns listade i Catalogue of Life.

## Bildgalleri

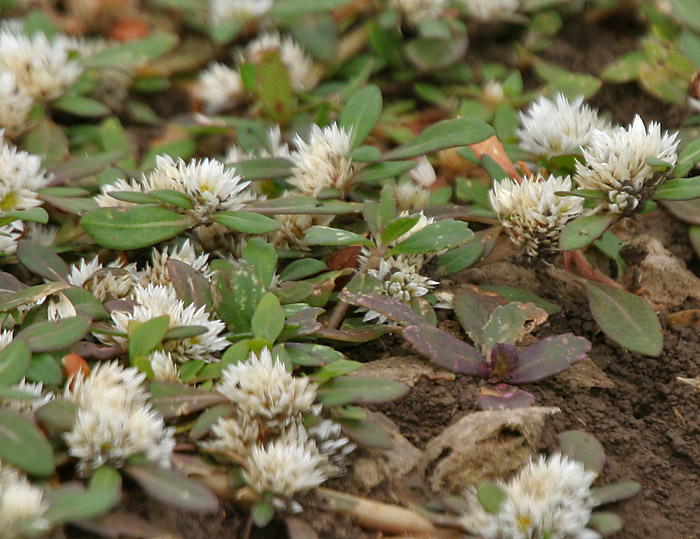
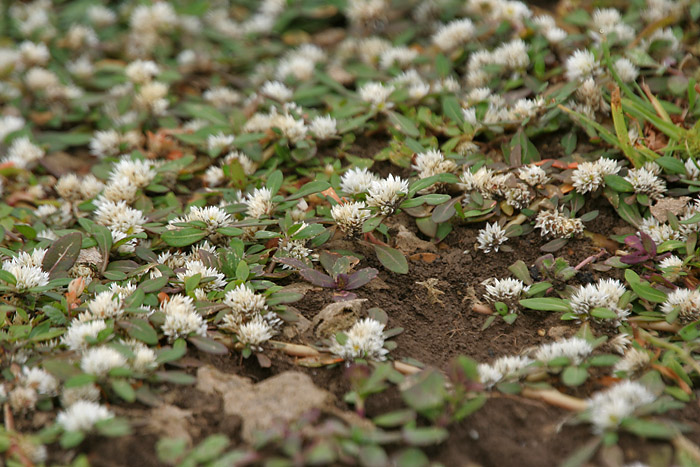
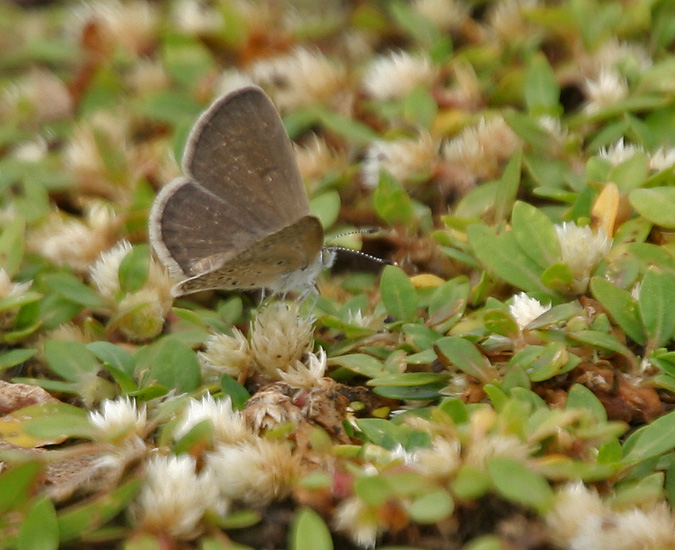
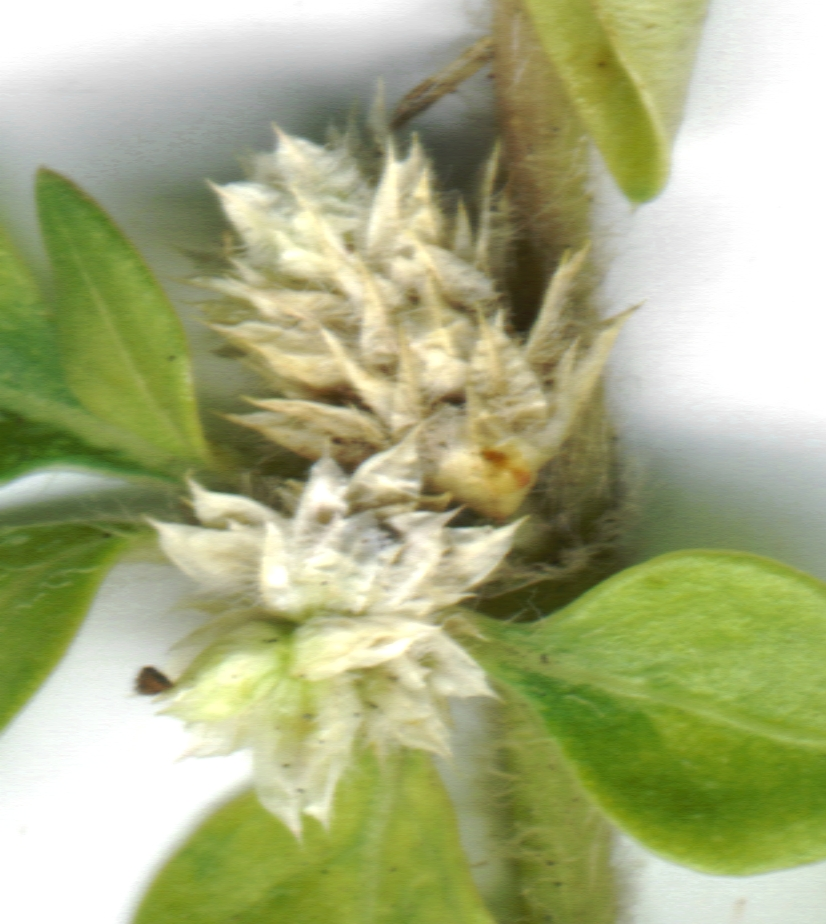